# Столенжин
Столенжин (пол. Stołężyn) — село в Польщі, у гміні Вапно Вонґровецького повіту Великопольського воєводства.
Населення — 562 особи (2011).
У 1975-1998 роках село належало до Пільського воєводства.

## Демографія
Демографічна структура станом на 31 березня 2011 року:
|          | Загалом | Допрацездатний вік | Працездатний вік | Постпрацездатний вік |
| -------- | ------- | ------------------ | ---------------- | -------------------- |
| Чоловіки | 264     | 63                 | 184              | 17                   |
| Жінки    | 298     | 69                 | 157              | 72                   |
| Разом    | 562     | 132                | 341              | 89                   |